# 桜島松浦町
桜島松浦町（さくらじままつうらちょう）は、鹿児島県鹿児島市の町。旧大隅国大隅郡桜島郷松浦村、北大隅郡西桜島村大字松浦、鹿児島郡桜島町大字松浦。郵便番号は891-1413。人口は149人、世帯数は84世帯（2020年4月1日現在）。

## 地理
桜島の北部、松浦川の下流域に位置する。町域の東方には桜島二俣町、西方には桜島西道町がそれぞれ隣接しており、北方には鹿児島湾に面している。
海岸沿いには鹿児島県道26号桜島港黒神線が通り、町域の西部に鹿児島市立桜峰小学校、鹿児島市立桜峰幼稚園がある。柑橘類を主とした果樹生産地域であり、その他にも桜島大根が栽培されている。

### 河川
- 松浦川

### 自然公園・自然保護地区
桜島松浦町の一部が国立公園である霧島錦江湾国立公園の区域に指定されており、特別区域特別保護地区（桜島山頂）・第1種特別地域（桜島北斜面）・第2種特別地域（桜島北及び東斜面）・第3種特別地域（桜島北及び東麓）から構成される。

## 歴史

### 松浦の成立と中世
松浦という地名は戦国時代より見え、大隅国向島のうちであった。天文6年（1537年）の島津勝久宛行状により本田董親に松浦の地が宛がわれた。2年後の天文8年（1539年）の「樺山玄佐譜」によれば松浦と二俣の区域が樺山善久に宛がわれたとされるが、ほどなく樺山氏の手を離れた。

### 近世の松浦
江戸時代には大隅国大隅郡桜島郷（外城）のうちであった。村高は「天保郷帳」では50石余、「郡村高辻帳」では50石余、「三州御治世要覧」では61石余、「旧高旧領取調帳」では67石余であった。
安永8年（1779年）10月1日に発生した桜島の安永大噴火の際には松浦村の住民は鹿児島城下へ避難した。また、御嶽龍王権現社は桜島の九合目に位置していたが現在地に遷宮したとされる。
江戸時代の中期ごろまでは二俣も松浦村のうちであったとされ、文政7年（1824年）に伊能忠敬による桜島の測量が行われ、二俣（現在の桜島二俣町）は松浦のうちと記されており、薩摩藩の地誌である「三国名勝図会」にも二俣村は松浦村の支村であったと記されている。

### 町村制施行以後
1889年（明治22年）4月1日に町村制が施行されたのに伴い、桜島の西部にあたる赤水村・横山村・小池村・赤生原村・武村・藤野村・西道村・松浦村・二俣村・白浜村の区域より北大隅郡西桜島村が成立した。それまでの松浦村は西桜島村の大字「松浦」となった。
1898年（明治31年）に白浜（現在の桜島白浜町）にあった日新小学校と藤野（現在の桜島藤野町）にあった同仁小学校が合併し地内に桜峰小学校（現在の鹿児島市立桜峰小学校）を設置した。1973年（昭和48年）5月1日に西桜島村が改称及び町制施行し桜島町となり、桜島町の大字となった。同年には桜島町唯一の幼稚園として桜島町立桜峰幼稚園が松浦に開園した。
2004年（平成16年）11月1日に桜島町が日置郡松元町、郡山町、鹿児島郡吉田町、揖宿郡喜入町と共に鹿児島市に編入された。合併に際して設置された法定合併協議会である鹿児島地区合併協議会における協議によって、桜島町の区域の大字については「字の区域を廃止し、当該廃止された字の区域に相当する区域により新たに町の区域を設定し、その名称については表示案に基づき、各町の意向を尊重し合併までに調整するものとする」と協定された。
前述の協定に基づいて、合併前の10月26日に鹿児島県の告示である「 町の区域の設定及び字の廃止」が鹿児島県公報に掲載された。この告示の規定に基づき、それまでの大字松浦は廃止され、大字松浦の全域を以て新たに鹿児島市の町「桜島松浦町」が設置された。

## 人口
以下の表は国勢調査による小地域集計が開始された1995年以降の人口の推移である。
| 年                 | 人口 |
| ------------------ | ---- |
| 1995年（平成7年）  | 264  |
| 2000年（平成12年） | 253  |
| 2005年（平成17年） | 225  |
| 2010年（平成22年） | 210  |
| 2015年（平成27年） | 161  |

## 施設

### 公共
- 松浦運動広場[27]

### 教育
- 鹿児島市立桜峰小学校[28]
- 鹿児島市立桜峰幼稚園[29]

### 寺社
- 御嶽龍王権現社[13]
- 水神社[30]

## 小・中学校の学区
市立小・中学校の学区（校区）は以下の通りである。
| 町丁       | 番・番地 | 小学校               | 中学校               |
| ---------- | -------- | -------------------- | -------------------- |
| 桜島松浦町 | 全域     | 鹿児島市立桜峰小学校 | 鹿児島市立桜島中学校 |

## 交通

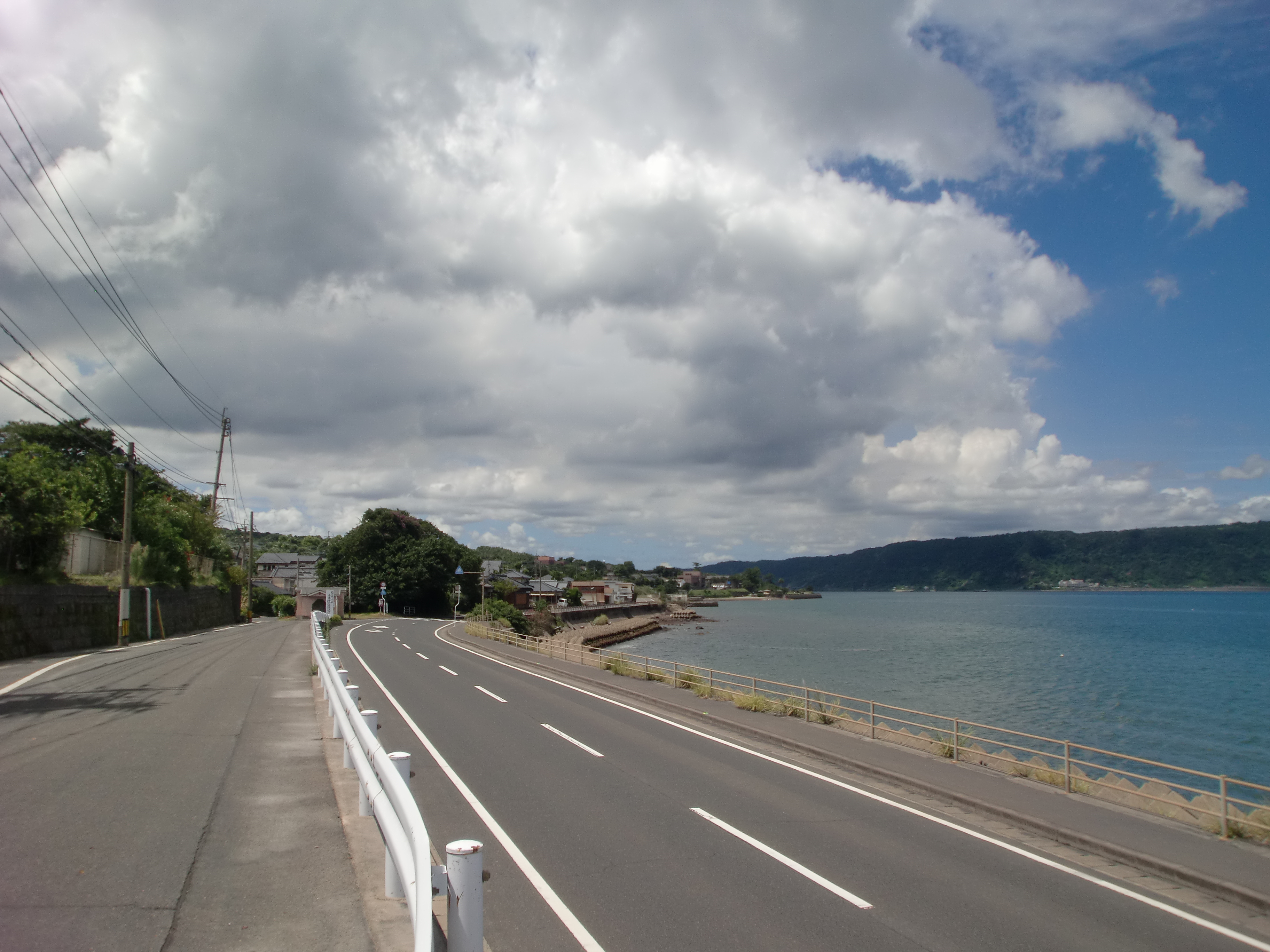
県道26号を桜峰小学校前から桜島港を望む

### 道路
主要地方道
- 鹿児島県道26号桜島港黒神線

### 路線バス
- 鹿児島市交通局
  - （60番 桜島線[32]） - 桜峰小学校前 - 松浦 -

### 港湾
- 桜島港[33]
  - 松浦地区（避難港（15番）[34]）[35]